# العلاقات البالاوية الصربية
العلاقات البالاوية الصربية هي العلاقات الثنائية التي تجمع بين بالاو وصربيا.

## مقارنة بين البلدين
هذه مقارنة عامة ومرجعية للدولتين:
| وجه المقارنة                                              | بالاو                         | صربيا                                                      |
| --------------------------------------------------------- | ----------------------------- | ---------------------------------------------------------- |
| المساحة (كم2)                                             | 465                           | 88.36 ألف                                                  |
| عدد السكان (نسمة)                                         | 21.73 ألف                     | 7.02 مليون                                                 |
| الكثافة السكانية (ن./كم²)                                 | 4.67 ألف                      | 79.45                                                      |
| العاصمة                                                   | نغيرولمود، كورور              | بلغراد                                                     |
| اللغة الرسمية                                             | لغة إنجليزية، اللغة البالاوية | اللغة الصربية                                              |
| العملة                                                    | دولار أمريكي                  | دينار صربي                                                 |
| الناتج المحلي الإجمالي (بليون دولار)                      | 291.54 مليون                  | 41.43 مليار                                                |
| الناتج المحلي الإجمالي (تعادل القوة الشرائية) بليون دولار | 326.12 مليون                  | 100.13 مليار                                               |
| الناتج المحلي الإجمالي الاسمي للفرد دولار أمريكي          | 13.50 ألف                     | 5.24 ألف                                                   |
| الناتج المحلي الإجمالي للفرد دولار أمريكي                 | 14.76 ألف                     | 13.59 ألف                                                  |
| مؤشر التنمية البشرية                                      | 0.780                         | 0.771                                                      |
| رمز المكالمات الدولي                                      | +680                          | +381                                                       |
| رمز الإنترنت                                              | .pw                           | .rs، .срб ‏                                                 |
| المنطقة الزمنية                                           | ت ع م+09:00                   | توقيت وسط أوروبا، ت ع م+01:00، ت ع م+02:00، أوروبا/بلغراد ‏ |

## منظمات دولية مشتركة
يشترك البلدان في عضوية مجموعة من المنظمات الدولية، منها:
| علم المنظمة | اسم المنظمة                        | تاريخ انضمام بالاو | تاريخ انضمام صربيا |
| ----------- | ---------------------------------- | ------------------ | ------------------ |
|             | مؤسسة التنمية الدولية              | 16 ديسمبر 1997     | 25 فبراير 1993     |
|             | الأمم المتحدة                      | 15 ديسمبر 1994     | 1 نوفمبر 2000      |
|             | منظمة حظر الأسلحة الكيميائية       | ?                  | ?                  |
|             | مؤسسة التمويل الدولية              | 16 ديسمبر 1997     | 25 فبراير 1993     |
|             | وكالة ضمان الاستثمار متعدد الأطراف | 16 ديسمبر 1997     | 19 مارس 1993       |
|             | يونسكو                             | 20 سبتمبر 1999     | 20 ديسمبر 2000     |
|             | البنك الدولي للإنشاء والتعمير      | 16 ديسمبر 1997     | 25 فبراير 1993     |

## وصلات خارجية
- موقع وزارة الخارجية الصربية